# アニメコンプレックス
『アニメコンプレックス』（ANIME COMPLEX）はポニーキャニオン及びそのアニメ関連レーベルのm.o.e.が企画・製作を行うアニメ等をオムニバス形式で放映する番組枠の名称である。

## 概要

### アニメコンプレックス
『アニメコンプレックス』は1998年4月にWOWOW（現：:WOWOWプライム）の加入しなくてもBSチューナーを所有していれば視聴が可能であるノンスクランブル枠において開始された。毎週月曜 19:00 - 19:55の限られた時間内に可能な限り多くのアニメを放映するため、15分程度のアニメ番組3本を組み合わせるというオムニバス形式が取られた。また1998年4月 - 同年9月は番組スポンサーであるポニーキャニオンのアニメ・ゲーム関連楽曲のミュージックビデオを10分程度、1998年10月 - 翌1999年3月はキティ・フィルムが制作した高橋留美子原作アニメの主題歌（ノンクレジット・ノンテロップ版）を10分程度放送した。

### アニメコンプレックス2
1999年4月より名称を『アニメコンプレックス2』（アニメコンプレックスツー）と変更した上で、WOWOWでの放映が続けられた。この時期はWOWOWがノンスクランブル枠でのアニメ放送を大幅に増加させ、1998年では『アニメコンプレックス』枠と深夜30分枠の2回だったものが全体では週5回30分ずつとなったものの、本番組自体の枠は毎週火曜 19:00 - 19:30に短縮された。この為に放映形態は12分程度のアニメ番組2本を組み合わせたオムニバス形式を取ることとなった。この枠も2000年3月で終了し、アニメコンプレックス自体も一旦姿を消す。

### アニメコンプレックスNIGHT
2001年4月、企画・製作の主体がポニキャン設立のレーベル「m.o.e.」とした上で、番組枠も独立UHF放送局の深夜枠に移動して『アニメコンプレックスNIGHT』（アニメコンプレックスナイト）としてUHFアニメで再出発することとなり、断続的にアニメ等の放映が行われた。時間帯は放送局によって異なるがこの枠も30分間であり、『アニメコンプレックス2』と同様の放映形態が取られた。
断続的に計3クールに渡って放映を続けたが、『りぜるまいん』と『鋼鉄天使くるみpure』の第2期放送を最後にアニメコンプレックスの名称は使われなくなり、2004年1月から、m.o.e.の番組枠は『A15』及び再放送枠の『R15』と名付けられ放映が行われた。

## 作品タイトル
タイトルの（）内は作画方法を記載。

### アニメコンプレックス
- ああっ女神さまっ 小っちゃいって事は便利だねっ（2DCG）
  - （放映期間：1998年4月6日 - 1999年3月29日）
- アンドロイド・アナ MAICO 2010（2DCG）
  - （放映期間：1998年4月6日 - 9月28日）
  - 1998年10月5日〜1999年1月4日に同枠で部分的に再放送
- 南海奇皇（第1期・セルアニメ）
  - （放映期間：1998年4月6日 - 9月28日）
  - 1999年1月11日 - 同年3月29日に同枠で部分的に再放送
- 鉄コミュニケイション（セルアニメ）
  - （放映期間：1998年10月5日 - 1999年3月29日）

2007年にTOKYO MXやtvkでこの枠の作品が数回放送された。
アニメコンプレックス主題歌
- オープニングテーマ 「“キミ” 〜Identification〜」
  - 作詞：松本花奈
  - 作曲・編曲：寺嶋民哉
  - 歌：鈴木裕美子
- エンディングテーマ 「朝とパレード」
  - 作詞：濱田理恵
  - 作曲・編曲：寺嶋民哉
  - 歌：鈴木裕美子

### アニメコンプレックス2
- 南海奇皇（第2期・セルアニメ）
- D4プリンセス（セルアニメ）
  - （放映期間：1999年4月6日 - 9月28日）
- 臣士魔法劇場 リスキー☆セフティ（2DCG）
- 鋼鉄天使くるみ（2DCG）
  - （放映期間：1999年10月5日 - 2000年4月4日）

### アニメコンプレックスNIGHT
第1クール
（放映期間：2001年4月12日 - 6月28日）
（放送局：テレビ埼玉・千葉テレビ放送・テレビ神奈川・京都放送・サンテレビ）
- 鋼鉄天使くるみ2式（2DCG）
- 花右京メイド隊（2DCG）

第2クール
（放映期間：2002年4月2日 - 6月18日）
（放送局：テレビ埼玉・千葉テレビ放送・テレビ神奈川・サンテレビ）
- りぜるまいん（第1期・2DCG）
- 鋼鉄天使くるみpure（第1期・テレビドラマ）

第3クール
（放映期間：2002年10月8日 - 12月24日）
（放送局：テレビ埼玉・千葉テレビ放送・テレビ神奈川・サンテレビ）
- りぜるまいん（第2期・2DCG）
- 鋼鉄天使くるみpure（第2期・テレビドラマ）